# Rudy Reichstadt
Pour les articles homonymes, voir Reichstadt.
Rudy Reichstadt, né le 8 février 1981 à Nice, est un politologue, écrivain et journaliste français, travaillant sur le thème des théories du complot. Il est principalement connu pour avoir créé le site internet Conspiracy Watch en 2007.

## Biographie

### Formation et début de carrière
Rudy Reichstadt est né à Nice d'un père catholique aux origines allemandes et d'une mère rapatriée d'Algérie d'origine juive.
Il est diplômé de l'Institut d'études politiques d'Aix-en-Provence. Il a notamment occupé les fonctions de chef de bureau[réf. nécessaire] des affaires financières au sein de la direction de la jeunesse et des sports de la mairie de Paris.

### Conspiracy Watch
Rudy Reichstadt a eu l'idée de créer un observatoire du conspirationisme en 2005, après lecture de La Foire aux illuminés de Pierre-André Taguieff et Les Nouveaux Imposteurs d'Antoine Vitkine. À cette époque, les complotistes se focalisent sur les attentats du 11 septembre, et le phénomène prend une ampleur telle que Rudy Reichstadt veut alors « apporter des ressources savantes sur cette question, montrer que derrière ces théories, il y a des théoriciens du complot, et réinscrire ce phénomène dans le temps long de l’histoire des idées politiques. »
En 2007, il crée le blog Conspiracy Watch, auquel il se consacre de façon bénévole. Son engagement est soutenu par l’historien Pierre-André Taguieff et par Bernard-Henri Lévy, qui lui propose de participer à sa revue et au séminaire La Règle du jeu.
L'objectif de Conspiracy Watch est de mettre en lumière et de dénoncer le conspirationnisme, l'antisémitisme, et le négationnisme, phénomènes propagés par les milieux complotistes dans les années 2010. En 2014, l'association loi de 1901 « Observatoire du conspirationnisme » est créée.
À partir de 2017, Rudy Reichstadt est rémunéré par la Fondation pour la mémoire de la Shoah pour son travail effectué sur Conspiracy Watch. Il quitte alors son poste à la ville de Paris pour s'y consacrer pleinement. Il travaille dorénavant en tandem avec Valérie Igounet, historienne spécialiste du négationnisme et de l’extrême droite. Conspiracy Watch conserve son nom de domaine, Conspiracywatch.info, mais devient l’Observatoire du conspirationnisme et des théories du complot.
L'association bénéficie d'une aide de 60 000 euros de la part du Fonds Marianne, mis en place par Marlène Schiappa.

### Carrière journalistique
Rudy Reichstadt a écrit dans différentes publications et sites web comme l'Observatoire du communautarisme, ProChoix, L'Arche ou Rue89. Il anime avec Tristan Mendès France le podcast Complorama sur France Info depuis janvier 2021. Il est également chroniqueur au Franc-Tireur et à la revue en ligne K. depuis 2021.
Il est le co-auteur, avec Georges Benayoun, de Complotisme, les alibis de la terreur, un documentaire diffusé sur France 3 en janvier 2018. Michel Collon dépose plainte pour diffamation contre Reichstadt, Benayoun et la directrice de France Télévisions Delphine Ernotte et demande un droit de réponse concernant un passage diffusant une citation tronquée. Il est débouté de sa plainte en appel en juin 2022.
Il livre régulièrement des analyses non pas tant sur des sujets d'actualité que sur la désinformation à laquelle ces sujets sont susceptibles de donner lieu. Ainsi aborde-t-il l'assassinat supposé d'Epstein, en déclarant que chaque camp politique qu'il catégorise comme « les pro-Trump comme les anti-Trump » peut y voir des raisons justifiant un assassinat,. Il s'intéresse aussi à la pandémie de Covid-19, et s'appuie sur une étude conjointe de la fondation Jean-Jaurès, Conspiracy Watch et l'Ifop, selon laquelle un Français sur 4 pense que le Covid 19 a été conçu en laboratoire, pour dénoncer une « théorie complotiste » particulièrement surreprésentée parmi les électeurs du RN,. Dernier exemple, l'intelligence artificielle, mise à la disposition du grand public par des outils numériques tels que ChatGPT, qui pourraient extrapoler les théories conspirationnistes.
Rudy Reichstadt est membre de l'Observatoire des radicalités politiques dirigé par Jean-Yves Camus pour la fondation Jean-Jaurès. En mars 2016, il est signataire du manifeste du Printemps républicain, un mouvement politique créé pour lutter contre l'islamisme et défendre la laïcité. En 2021, il est membre de la commission Bronner, dont l'objectif est de formuler des propositions pour le gouvernement français afin de lutter contre la haine en ligne et la désinformation.

### Prises de position politique
Il soutient la candidature du candidat du Mouvement des citoyens Jean-Pierre Chevènement lors de l'élection présidentielle de 2002.
Il vote Emmanuel Macron aux élections présidentielles de 2017 et de 2022.

## Analyses
Dans une interview réalisée en mars 2016, les journalistes Dominique Albertini et Jonathan Bouchet-Petersen de Libération estiment que « Rudy Reichstadt est l’un des meilleurs connaisseurs français de la sphère complotiste ». Lors de cette interview, Rudy Reichstadt rappelle que, selon une enquête de l’institut de sondage OpinionWay de 2013, entre 20 et 50 % des Français seraient influencés par le « phénomène complotiste », dont il explique l'essor par une « diffusion désormais instantanée des récits et la crise de légitimité des autorités constituées ». Il estime par ailleurs que la théorie du complot américano-sioniste est la thématique de prédilection de la partie la plus dynamique de la complosphère sur Internet, avec comme tête de pont la galaxie Soral-Dieudonné.
En 2017, interrogé par Le Monde, Rudy Reichstadt déclare : « s’il existe différentes chapelles parmi les complotistes, tous se mettent d’accord sur une conspiration américano-sioniste. C’est leur socle commun ». Il se donne pour objectif de mettre en ligne des vidéos qui puissent contrer, par exemple, celles d'Alain Soral en instillant « le doute sur la théorie du complot, avec un harcèlement argumentatif », et éviter ainsi que les internautes puissent basculer. Il juge que très souvent, le conspirationnisme mobilise un matériel antisémite.

### L'Opium des imbéciles
Dans son livre L'Opium des imbéciles, 2019, dont Philippe Foussier commente le titre et rappelle qu'il s'inspire « à la fois [de] Marx (l'opium du peuple étant la religion) et Raymond Aron (le marxisme étant l’opium des intellectuels) », Rudy Reischstadt « ne dissimule pas son aversion pour ces théories ni sa volonté de les combattre ». Il y fustige la tolérance vis à vis du complotisme, dont la dangerosité est, selon lui, sous-estimée. Il affirme que le complotisme affaiblit le débat public rationnel, indispensable à la démocratie. Il déclare que « la théorie du complot falsifie l’histoire. Elle parasite le fonctionnement de la démocratie. Elle dissuade les parents bien-portants de vacciner leurs enfants. Elle protège les dictateurs. Elle exonère des criminels. Elle invente des boucs émissaires. Elle dresse des potences. Elle prépare des génocides ».
Rudy Reichstadt critique tout autant ceux qui diffusent des théories du complot que ceux qui leur trouvent des excuses. Pour Reichstadt, le complotisme est avant tout une arme politique, et les théories du complot cachent des idéologies. Les régimes autoritaires l'utilisent pour se défausser de leurs crimes et de leurs manquements en désignant d'autres responsables ou en semant la confusion. Le but des théories du complot serait ainsi de rabaisser la réalité factuelle au niveau de l'opinion, et l'objectif ne serait pas de convaincre par un récit concluant mais de provoquer le doute. Le complotisme est utilisé par bien d'autres acteurs, pour influer par exemple sur des élections ou générer des revenus publicitaires.

### Au cœur du complot
En 2023, il publie un nouvel essai, toujours chez Grasset, intitulé Au cœur du complot . Celui-ci pointe la nuisance du complotisme, et les menaces subies par celles et ceux qui s'y opposent.

## Critiques et débats
En février 2013, à la suite de la diffusion du reportage Les Obsédés du complot de Caroline Fourest, dans lequel cette dernière interrogeait entre autres Rudy Reichstadt, Pascal Boniface souligne la proximité de Reichstadt avec la revue ProChoix de Fourest et considère que le site Conspiracy Watch « est principalement consacré à la dénonciation des critiques de la politique israélienne ». Le lendemain, Rudy Reichstadt lui répond que son jugement porté sur Conspiracy Watch est « non seulement faux mais aussi absurde », qu'il relève du « procès d'intention », qu'il « trahit [ses] obsessions » et la confusion qu'il fait entre « la défense de la politique de l’État d’Israël et la critique de fantasmes conspirationnistes aux remugles antisémites ».
Dans un numéro thématique du Monde diplomatique paru en 2018, Benoît Bréville estime que Conspiracy Watch est un blog collectif plutôt qu'un observatoire. Il accuse Rudy Reichstadt de ne pas accepter les critiques, et de cibler des personnalités « trop à gauche » comme Jeremy Corbin, Jean Ziegler et Jean-Luc Mélenchon.

## Publications
- L'Opium des imbéciles : essai sur la question complotiste, Paris, éditions Grasset, 2019 (ISBN 978-2-246-81468-9)
- Au cœur du complot, éditions Grasset, 2023
- (collectif) Alexandre Bande, Rudy Reichstadt, Pierre-Jérôme Biscarat (dir.), Histoire politique de l'antisémitisme en France. De 1967 à nos jours, (avec la collaboration de Jean-Yves Camus, Emmanuel Debono, Jean Garrigues, Valérie Igounet, Guy Konopnicki, Milo Lévy-Bruhl, Stéphane Nivet, Laurent-David Samama), éditions Robert Laffont, 2024  (ISBN 9782221269145), 384 p.

### Radio
- « Complot, paranoïa, désinformation : au cœur de la confusion », France Culture, Signes des temps par Marc Weitzmann, le 7 mai 2023